# Ptychozoon kuhli
Espèce
Synonymes
- Lacerta homalocephala Creveldt, 1809
- Ptychozoon homalocephalum (Creveldt, 1809)

Ptychozoon kuhli est une espèce de geckos de la famille des Gekkonidae plus communément appelé gecko volant.

## Répartition
Cette espèce se rencontre en Inde, en Birmanie, en Thaïlande, en Malaisie, à Singapour et en Indonésie.

## Habitat
Ce gecko vit dans les forêts tropicales humides.

## Description

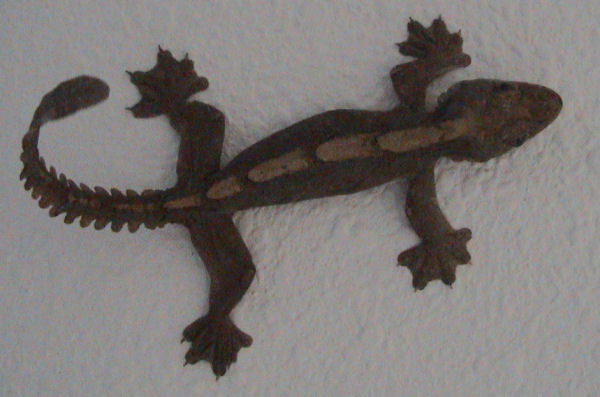
Ptychozoon kuhli de dessus

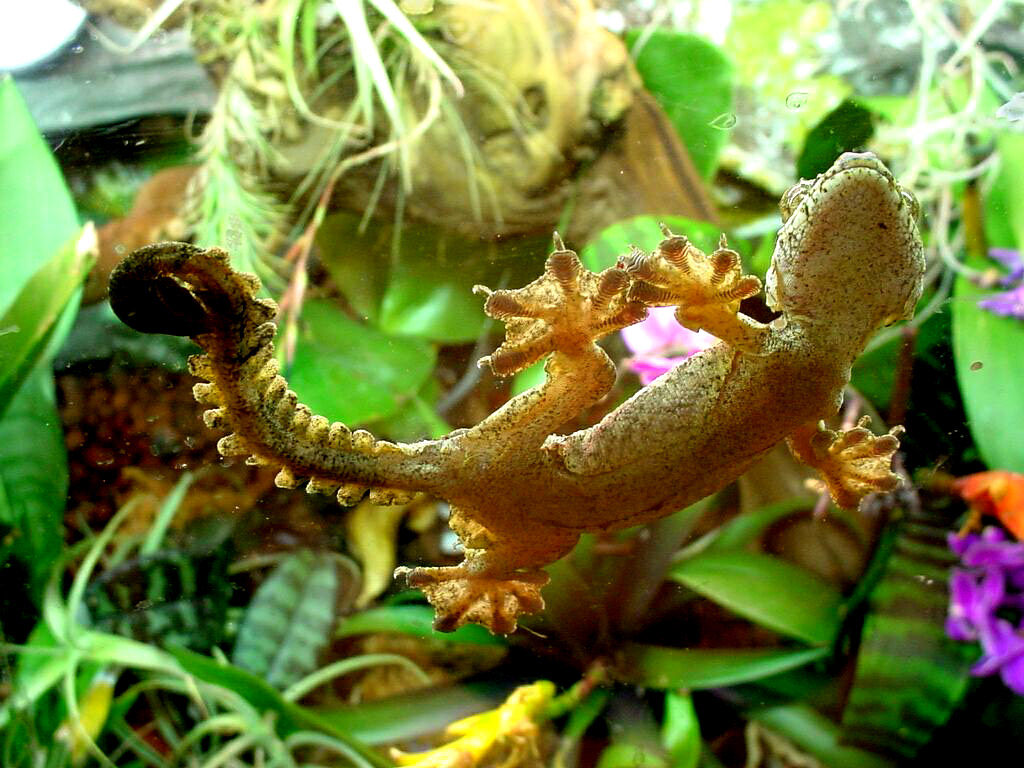
Ptychozoon kuhli de dessous

C'est un gecko arboricole, nocturne et insectivore.
Il mesure une quinzaine de centimètres à l'âge adulte, souvent jusqu'à vingt centimètres, possède un corps aplati  et une queue dentelée. Sa teinte générale, dans les bruns-verts, peut changer en fonction de l'état d'activité de l'animal ou des conditions d'hygrométrie ou de chaleur : il est généralement de couleur foncée pour emmagasiner de la chaleur, plus claire pour se rafraîchir.
De plus, il a la capacité d'adapter légèrement sa coloration selon la couleur du support, à l'instar de certains caméléons, mais de façon moins spectaculaire. Sa livrée le rend souvent impossible à détecter quand il est immobile sur un tronc d'arbre.

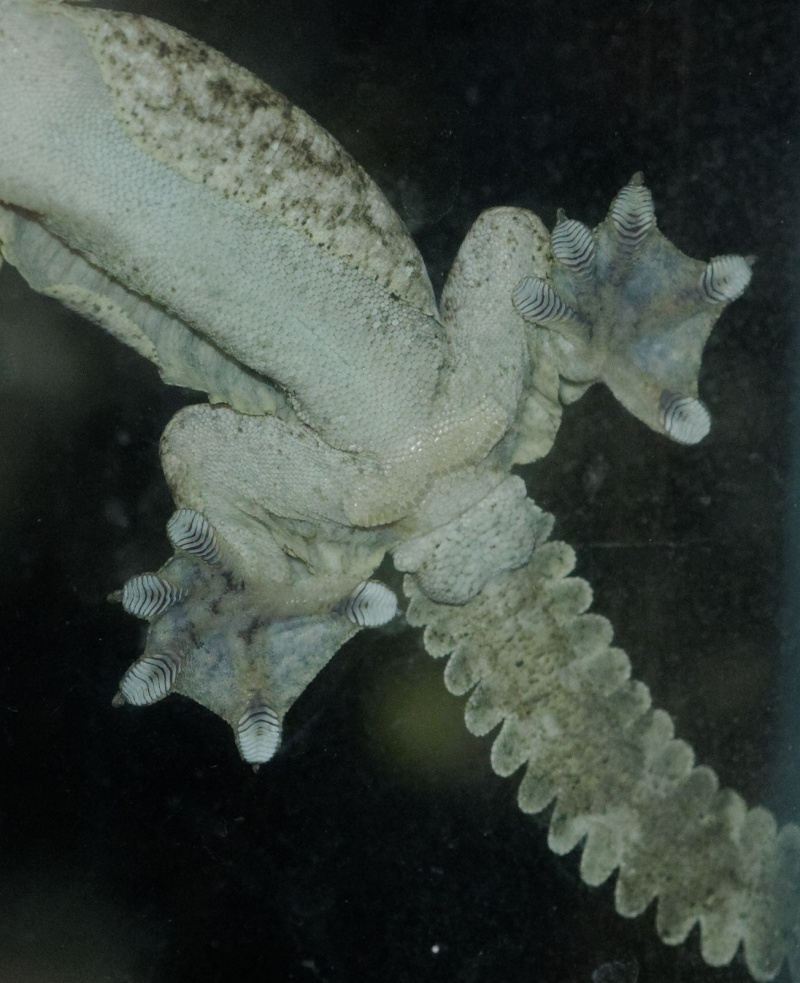
Détail de la zone cloacale d'un Ptychozoon kuhli mâle.

Ce gecko est souvent appelé gecko volant car il a la particularité de s'élancer dans le vide pour planer vers un autre arbre ou le sol, en particulier en cas de danger. Ces sauts sont possibles grâce à de petites membranes de peau (appelées patagium) entre les pattes antérieures et postérieures, à ses pattes palmées et à sa queue aplatie et bordée de peau. À la différence du dragon volant, le gecko volant plane surtout grâce à ses pieds palmés.

### Dimorphisme sexuel
Les mâles présentent deux renflements à la base de la queue, logement des hémipénis, ainsi que des pores sub-cloacaux très marqués.

## Éthologie
Il semble que les mâles ne soient pas très territoriaux.
Cet animal communique avec ses semblables en émettant des vocalises mêlées de gazouillis et de grognements.

## Reproduction
Les petits sont sexuellement matures vers un an.
Le gecko volant de Kuhl est ovipare. La femelle pond en général 2 œufs sphériques à la coquille dure, maximum de 4 à 6 semaines après un accouplement fécond. Cette espèce étant capable d'amphigonia retardata, d'autres pontes peuvent suivre un seul accouplement, parfois 6 pontes voire plus.

## Étymologie
Cette espèce est nommée en l'honneur d'Heinrich Kuhl.

## Philatélie
Cette espèce a été représentée sur un timbre du Cambodge en 1993 (sous le nom Ptychozoon homalocephalum) et sur un timbre de Mongolie en 1991.

## En captivité
Cette espèce se rencontre en terrariophilie. Malgré sa petite taille, il convient d'élever P. kuhli dans un grand terrarium (minimum 45x45x60 pour un individu), car l'espèce est très active et rapide. Au niveau du substrat, partir sur un fond de billes d'argile, recouvert d'un géotextile et enfin de tourbe de coco humide (comme nous le conseillons souvent) est un très bon choix. Cela permettra de faire un terrarium planté naturel mais également de maintenir une hygrométrie qui nous le rappelons doit être comprise entre 70% et 90%.
L'espèce se déplace très facilement sur les surfaces planes même verticales, et également sur les grillages des plafonds, à l'envers. Le terrarium devra être particulièrement fourni en plantes et en branches pour augmenter l'espace vital de l'animal. Couvrir 3 des côtés permettra de donner une délimitation au gecko mais également qu'il se sente plus en sécurité.
Ce gecko apprécie particulièrement les proies volantes, mais chasse adroitement tout animal de taille suffisamment petite pour être maîtrisé. Il aura aussi besoin d'apport en vitamine D3 (une fois toutes les deux semaines) et de calcium (une à deux fois par semaine).

### Reproduction en captivité
La reproduction se fait vers l'âge de 13 à 15 mois à condition de bénéficier d'une bonne alimentation sous peine de carences, notamment en calcium.
Les œufs doivent être incubés à une température de 25-30 °C, avec une humidité de 80 %. Il est cependant préférable de ne pas essayer de retirer les œufs de leurs supports afin de ne pas les casser. Une boîte à grillon disposée au-dessus des œufs fera l'affaire.

## Statut Juridique
L'espèce n'est pas protégée actuellement.

## Publications originales
- Creveldt, 1809 : Beschreibung einer neuen Eidechse aus der Gattung der Geckonen. Gesellschaft Naturforschender Freunde zu Berlin, Magazin für die Neuesten Entdeckungen in der Gesammten Naturkunde, Berlin, vol. 3, p. 266-274 (texte intégral).
- Stejneger, 1902 : Ptychozoon kuhli, a new name for P. homalocephalum. Proceedings of the Biological Society Washington, vol. 15, p. 37 (texte intégral).

## Galerie

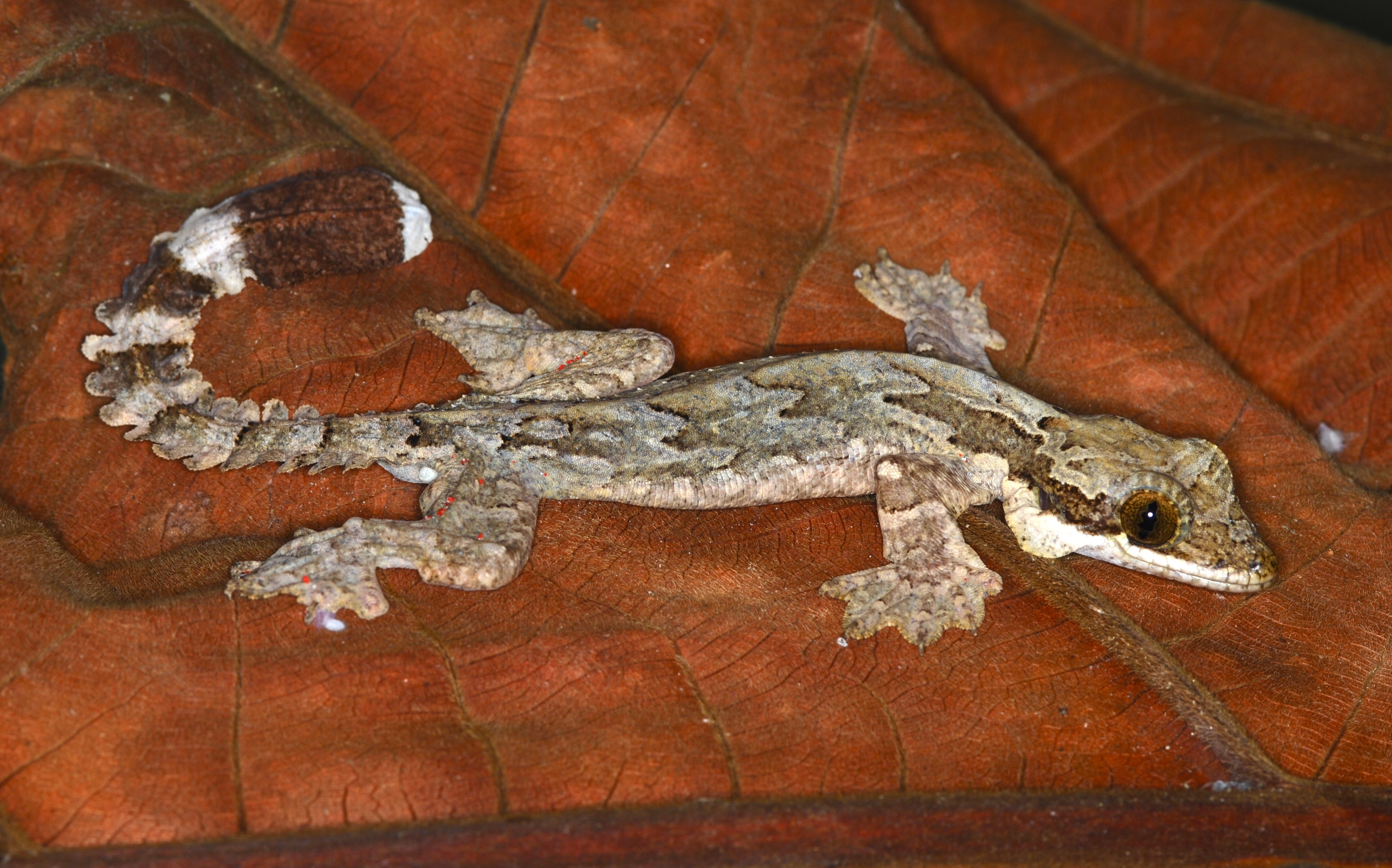
Ptychozoon kuhli (Perak, Malaisie)
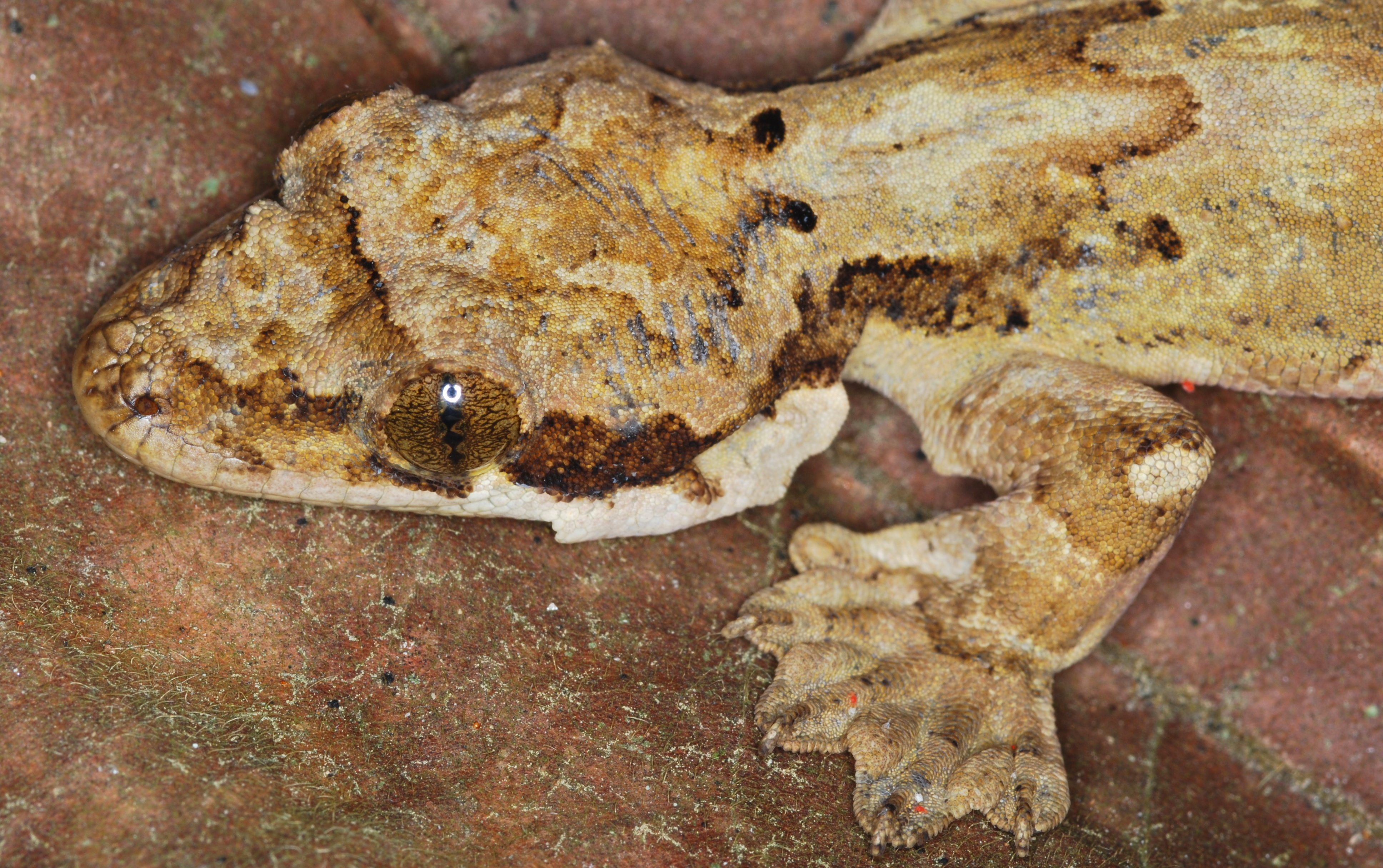
Détail de la tête